# Total Death
Total Death — седьмой студийный альбом норвежской группы Darkthrone, вышедший в 1996 году.

## Об альбоме
Fenriz, который в основном пишет лирику для группы, не написал для данного альбома ни одной композиции. Тексты для композиций под номерами 2,3,5 и 7 написал Nocturno Culto. Для песни идущей под номером 1 лирику написал Garm из Ulver, для 4 Исан из Emperor, для 6 Carl-Michael Eide из Ved Buens Ende, для композиции 8 — Сатир из Satyricon.
В 1996 году вышла компиляция Crusade From the North под маркой лейбла Moonfog Productions, на данной компиляции можно найти иную версию композиции Ravnajuv.
В 2006 году альбом был переиздан в США лейблом The End Records. Годом ранее лейблом Hell Slaughter Records был выпущен лимитированный бутлег-альбом в виде Picture Disc.

## Список композиций
1. Earth’s Last Picture — 05:12
2. Blackwinged — 04:31
3. Gather For Attack On The Pearly Gates — 04:53
4. Black Victory Of Death — 04:00
5. Majestic Desolate Eye — 03:07
6. Blasphemer — 04:01
7. Ravnajuv — 04:20
8. The Serpents Harvest — 05:43

## Участники записи
- Nocturno Culto — вокал, гитара, бас
- Fenriz — ударные, бас
- Сатир — бэк-вокал